# Barwniki smołowe
Barwniki smołowe – grupa organicznych związków chemicznych, zazwyczaj o skomplikowanej budowie, używanych w przemyśle jako barwniki (również spożywcze). Kiedyś otrzymywano je ze smoły węglowej (stąd nazwa), dziś są wytwarzane syntetycznie. Ich wpływ na zdrowie człowieka nie został do końca zbadany.
Przykładami barwników smołowych mogą być: amarant (E123), erytrozyna (E127), czerwień Allura AC (E129), błękit patentowy V (E131), zieleń S (E142), brąz HT (E155)